# AC Trento 1921
Associazione Calcio Trento 1921, zkráceně jen Trento je italský fotbalový klub hrající v sezóně 2024/25 ve 3. italské fotbalové lize sídlící ve městě Trento v regionu Tridentsko-Horní Adiže.
Klub vznikl v roce 1921 jako Associazione Calcio Trento. Sjednotila již existující Gymnastický svaz Trento, jehož společné barvy byly bílo-modré se lvem, jehož herní dresy byly černé hvězdy (protože zakladatelé byli sympatizanti z klubu Casale). V roce 1929 byl spolek reorganizován s názvem Associazione Sportiva Trento s odkazem na městskou heraldiku přijal žlutomodré společenské barvy. Od roku 1936 až do roku 1937 byl klub v nečinnosti kvůli finančním problémům. Do sezony 1969/70 hrál nejvýše ve čtvrté lize, poté postoupil výš a třetí ligu hrál šest sezon. Do třetí ligy se vracel a poté opět sestupoval. Klub stále hrál mezi 3. a 4. ligou, až v sezoně 1995/96 musel po sestupu hrát na tři sezony v regionální lize. V roce 2004 klub ohlásil bankrot. Byl založen nový klub Trentino Calcio 1921. Klub opět hrál ve 4. a 5. lize. V roce 2014 opět ohlásil bankrot, ale je založen nový klub a začíná hrát až v regionální soutěži. V sezoně 2020/21 slaví po 20 letech postup do třetí ligy.
Nejlepším umístěním je 3. místo ve třetí lize ze sezony 1934/35.

## Změny názvu klubu
- 1923/24 – 1924/25 – AC Trento (Associazione Calcio Trento)
- 1925/26 – 1929/30 – US Trento (Unione Sportiva Trento)
- 1930/31 – 1936/37 – AS Trento (Associazione Sportiva Trento)
- 1937/38 – 1940/41 – AC Trento (Associazione Calcio Trento)
- 1941/42 – 1942/43 – AS Trento-Caproni (Associazione Calcio Trento-Caproni)
- 1945/46 – 1997/98 – AC Trento (Associazione Calcio Trento)
- 1998/99 – 2003/04 – Nuovo Calcio Trento (Nuovo Calcio Trento)
- 2004/05 – 2006/07 – Trentino Calcio 1921 (Trentino Calcio 1921)
- 2007/08 – 2013/14 – SSD Trento Calcio 1921 (Società Sportiva Dilettantistica Trento Calcio 1921)
- 2014/15 – 2019/20 – AC Trento SCSD (Associazione Calcio Trento Società Cooperativa Sportiva Dilettantistica)
- 2020/21 – AC Trento 1921 (Associazione Calcio Trento 1921)

## Získané trofeje

### Vyhrané domácí soutěže
- 4. italská liga ( 4x )

1931/32, 1969/70, 1976/77, 2020/21

## Účast v ligách
| Úroveň soutěže | Název soutěže (nynější název) | První hraná sezona | Poslední hraná sezona | celkem odehraných sezon |
| -------------- | ----------------------------- | ------------------ | --------------------- | ----------------------- |
| 3              | Serie C                       | 1927/28            | 2024/25               | 35                      |
| 4              | Serie D                       | 1929/30            | 2020/21               | 34                      |
| 5              | Eccellenza                    | 1957/58            | 2012/13               | 14                      |

## Fotbalisté

### Známí hráči v klubu
- Aimo Diana – (2013) reprezentant
- Giuseppe Signori – (1987/88) reprezentant  medailista z MS 1994
- Francesco Toldo – (1991/92) reprezentant  medailista z ME 2000, ME U21 1994